# عبد الله أل إسلام جاكوب
عبد الله أل إسلام جاكوب (بالبنغالية: আবদুল্লাহ আল ইসলাম জ্যাকব)‏ هو سياسي بنغلاديشي، ولد في 21 ديسمبر 1972 في بنغلاديش. حزبياً، نشط في رابطة عوامي. وقد انتخب عضو الدورة العاشرة لمجلس الأمة البنغلاديشي ‏ عن دائرة Bhola-4 ‏ وقد انضم خلال فترته النيابية ‏ (5 يناير 2014 – )  للكتلة البرلمانية رابطة عوامي وانتخب عضو مجلس الأمة البنغلاديشي ‏ (2014 – ) وانتخب Assistant secretary ‏ (26 فبراير 2014 – ).